# リージェント・セブン・シーズ・クルーズ
リージェント・セブン・シーズ・クルーズ（Regent Seven Seas Cruises）は、フロリダ州のマイアミに本社を置くクルーズ会社。

## 所有船舶
- セブン・シーズ・マリナー
- セブン・シーズ・ボイジャー
- セブン・シーズ・ナビゲーター
- セブン・シーズ・エクスプローラー

## 退役船
- ラディソン・ダイアモンド（1992年 - 2005年）現在は、カジノ船のチャイナ・スター。
- ソング・オブ・フラワー（1990年 - 2003年）
- ミネルヴァ
- ポール・ゴーギャン